# 圆叶桦
圆叶桦（学名：Betula rotundifolia）是桦木科桦木属的植物。分布于俄罗斯、蒙古以及中国大陆的新疆等地，生长于海拔2,300米的地区，多生在高山地区，目前尚未由人工引种栽培。